# Industria armiera in Romania

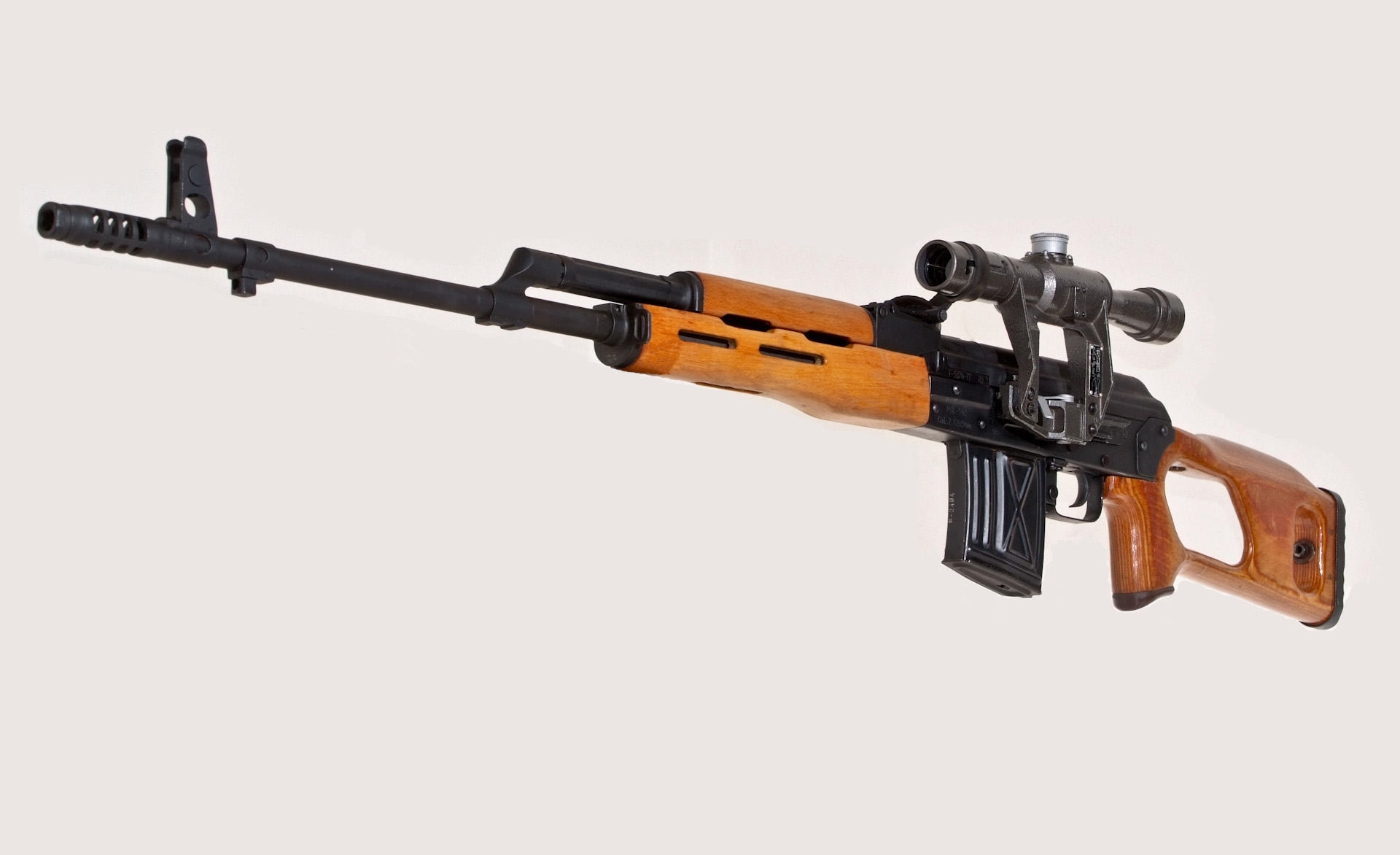
Fucile di precisione Puşca Semiautomată cu Lunetă della Uzina Mecanică Cugir

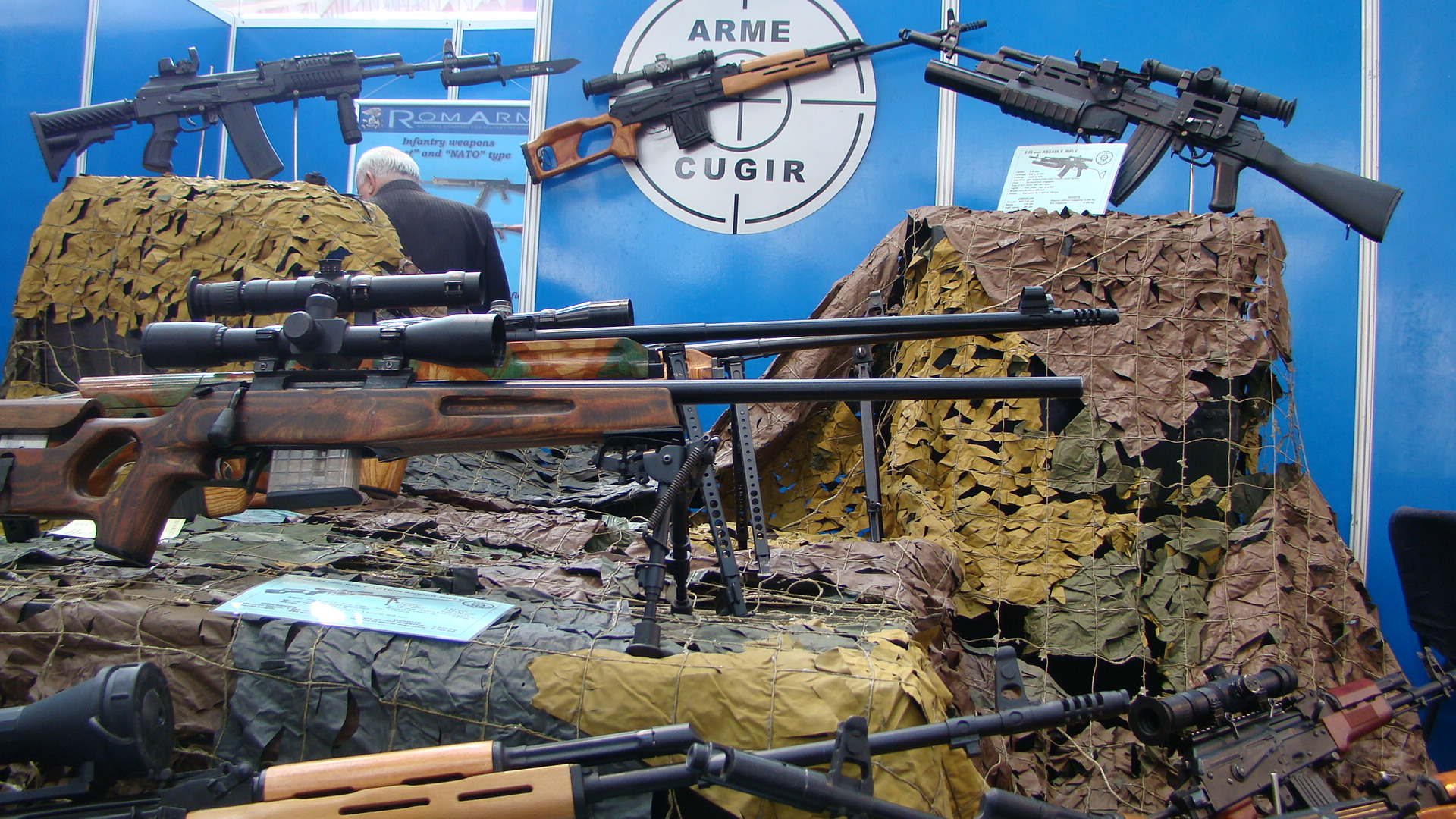
Armi lunghe della UM Cugir

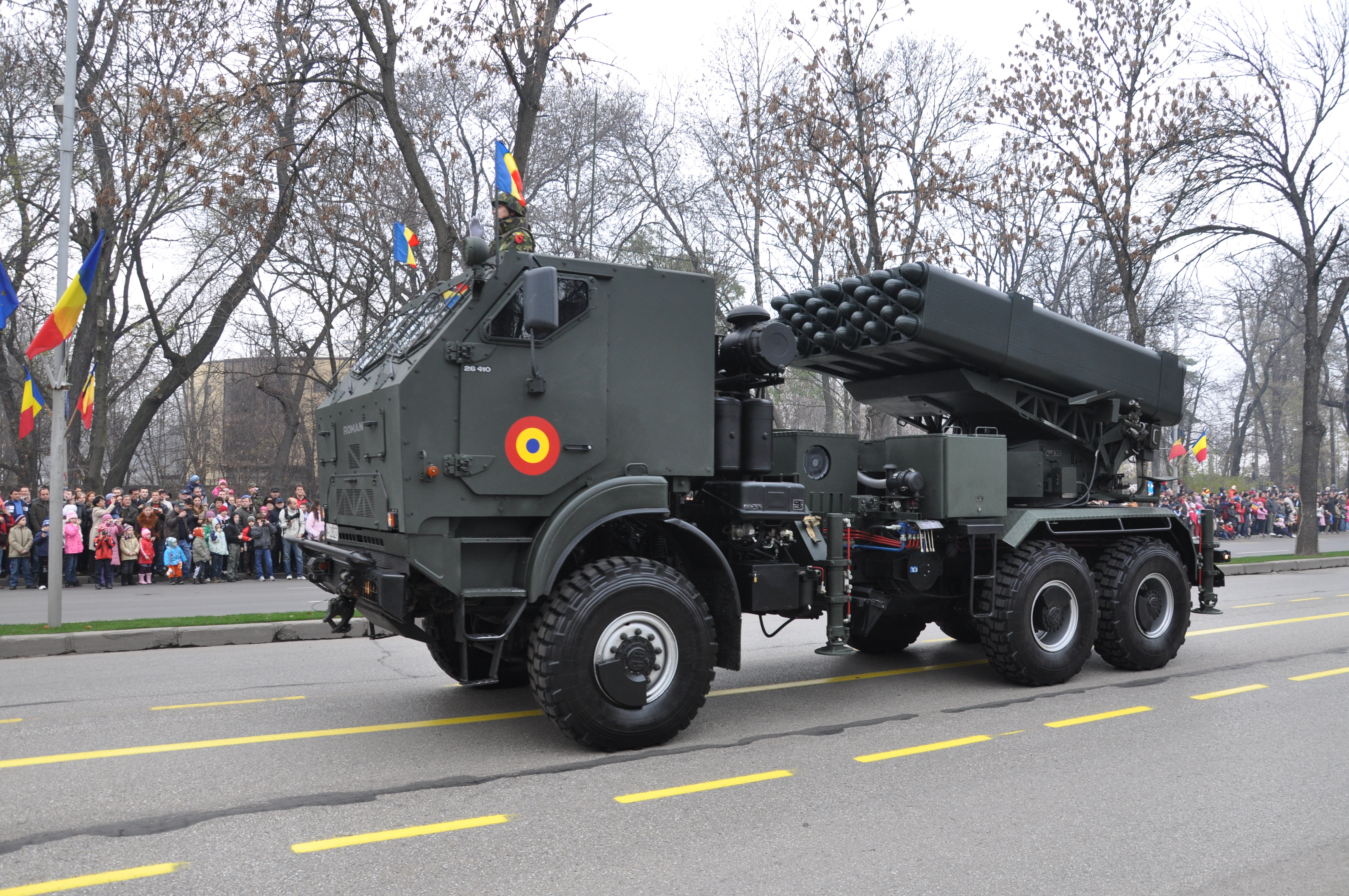
LAROM Lanciarazzi multiplo

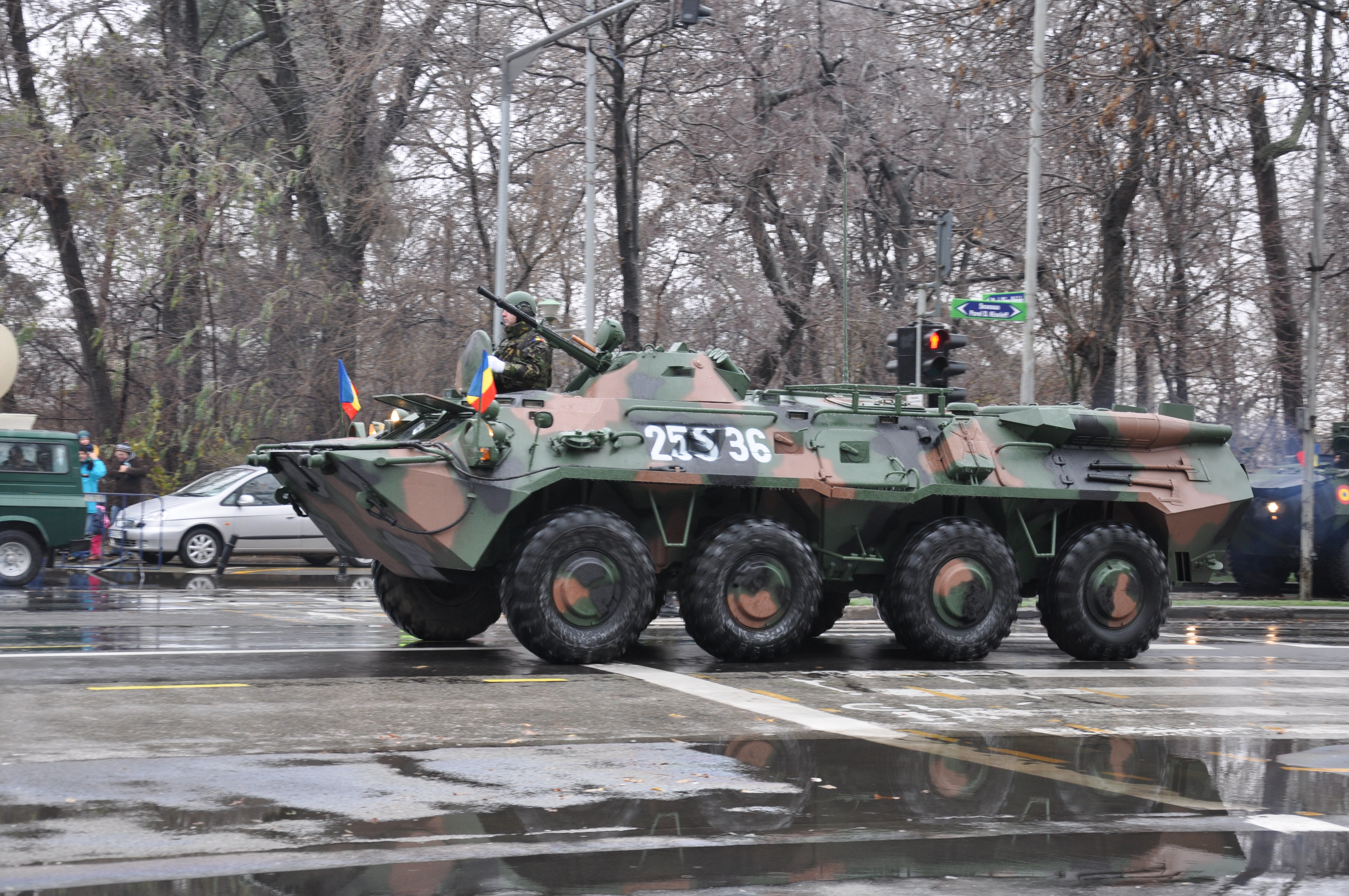
B-33 Zimbru APC (su licenza BTR-80)

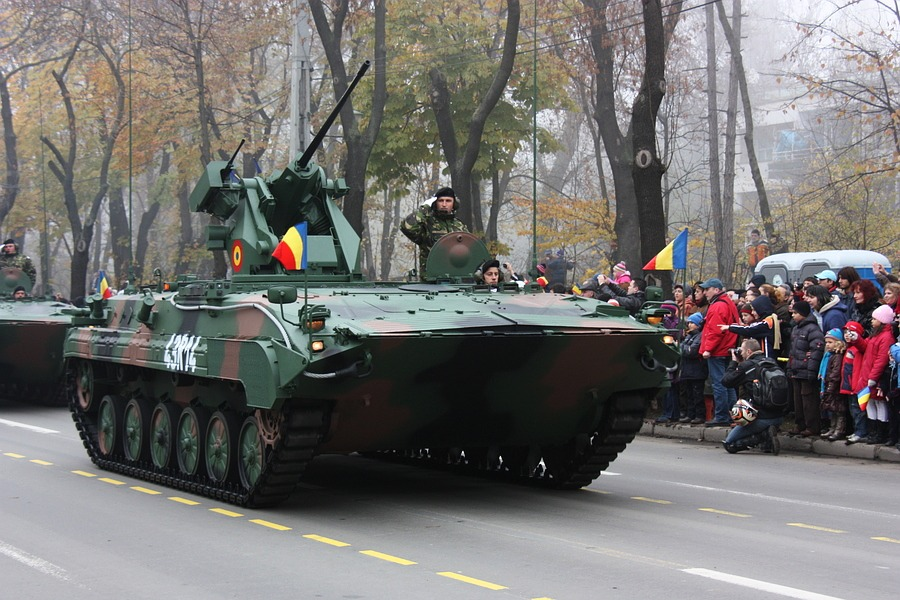
MLI-84M Veicolo da combattimento della fanteria

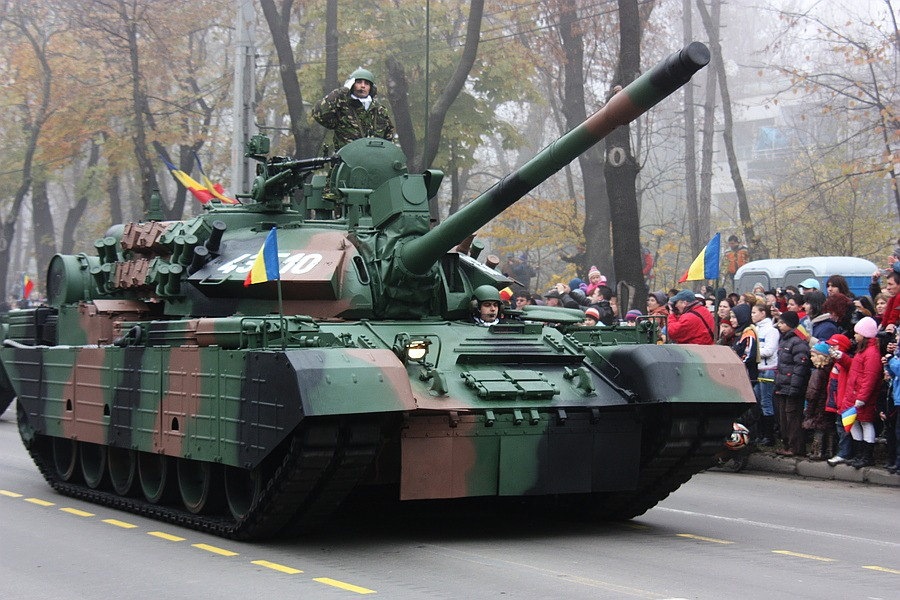
TR-85M1 Bison

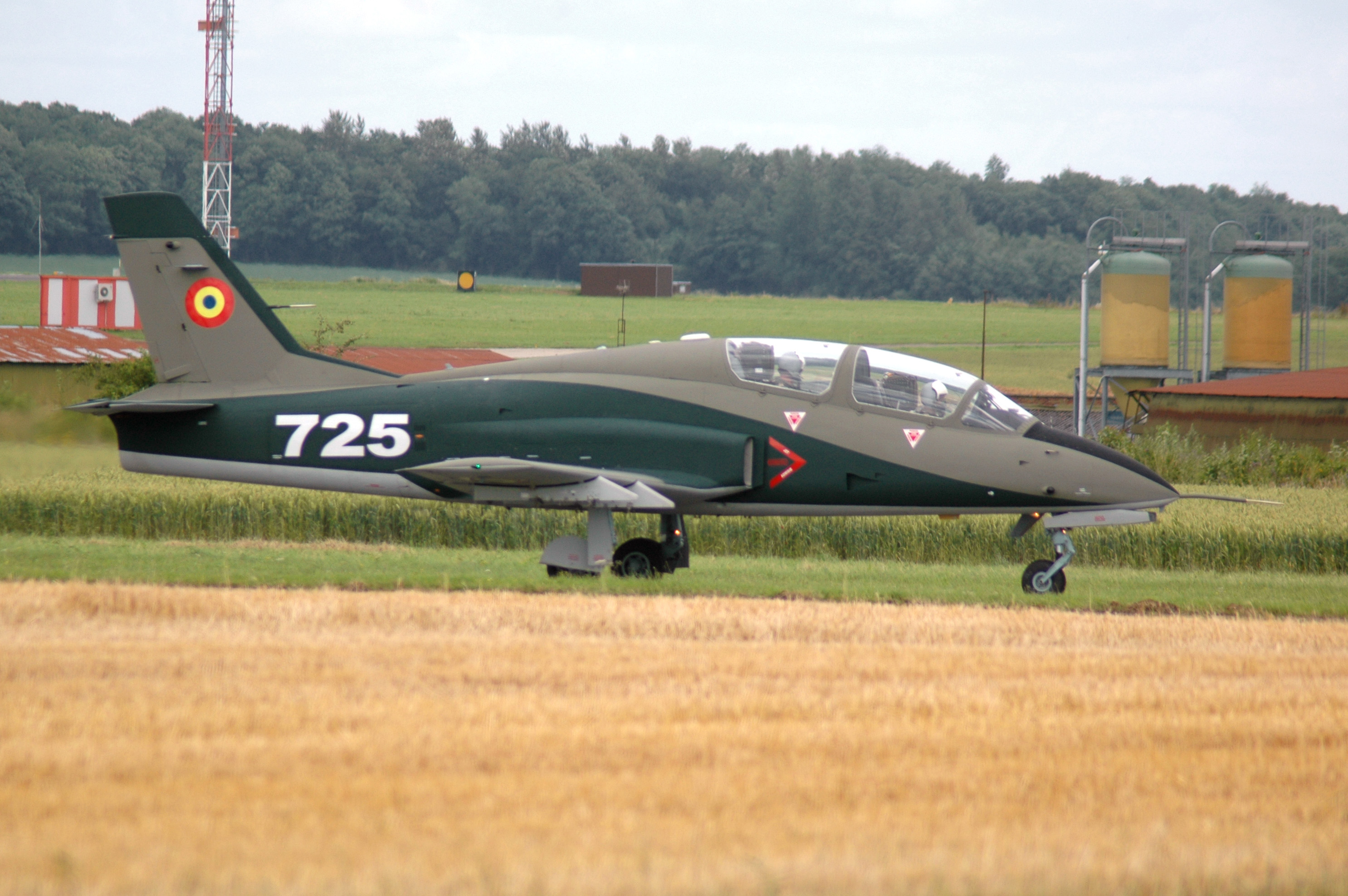
IAR 99

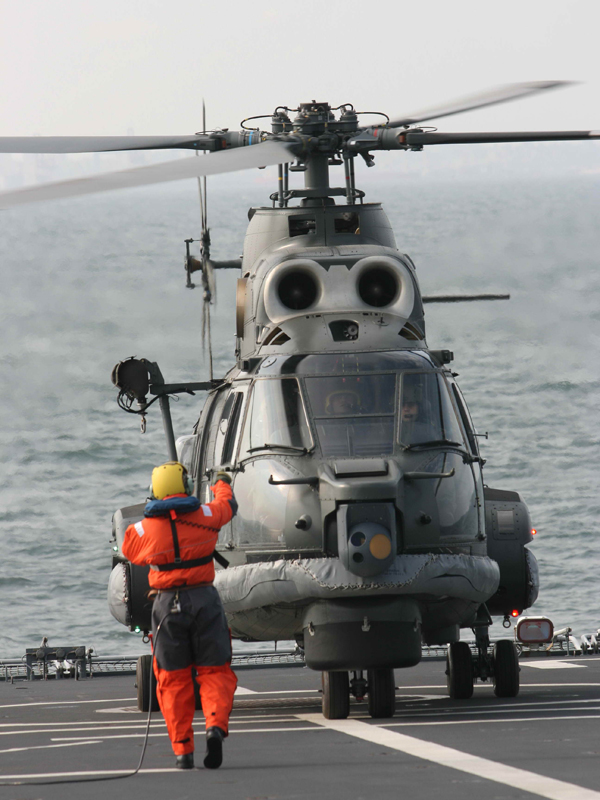
IAR 330 Puma Naval

Prima del 1989, la Romania fu il 27º esportatore al mondo di armi. Dopo la caduta del comunismo crollò l'industria armiera come tutta l'economia del paese. Nel 2006 esportava per 46 milioni di US$ e con un impiego di forza lavoro di sole 20.000 unità nel 2009.
Dopo l'entrata nella NATO nel 2004, aumentò il fatturato e l'import. L'obsolescenza delle aziende non aiuta il livello qualitativo; ad esempio il costruttore di armi corte e lunghe di Cugir usa ancora macchinari del 1890.
Dal 2009, le vendite sono aumentate per gli accordi del Governo della Romania e clienti come Unione europea e paesi arabi come Egitto, Algeria e Iraq. Altri sono Afghanistan, Israele, Svizzera, Stati Uniti d'America, Emirati Arabi Uniti, India, Georgia e Stati dell'Africa. Nel 2009 l'export ha segnato 141 milioni di Euro.

## Costruttori
- Romtehnica
- ROMARM
- Uzina Mecanică Cugir
- Uzina Automecanica Moreni
- Carfil Braşov
- Industria Aeronautică Română

## Armi

### Corte
- PA md. 86 carbina
- PM md. 63/65/90 carbina
- Pistol model 2000
- RATMIL SMG
- Mitralieră md. 93 5.45×39mm LMG
- PM md. 64 7.62×39mm
- PSL
- Dracula md. 98
- Mitraliera md. 66 7.62×54mmR
- PKT 7.62×54mmR
- DŠK 12,7x108mm
- ZPU 14,5x114mm x1 x2 x4
- AG-7
- AG-9
- CA-94

### AFV
- TR-77-580
- TR-85/TR-85 M1
- TR-125
- MLI-84/MLI-84M
- MLVM
- TAB-71
- TAB-77
- ABC-79M
- B33 Zimbru
- Saur 1
- Saur-2
- ARO-244 ABI
- CA-95

### Artiglieria
- M-1980/1988 30 mm x 3
- M-1988 60 mm
- M-1977 81/82 mm
- M-1982 120 mm
- M-1982 76 mm
- M-1993 98 mm
- M-1977 100 mm
- M-1982 130 mm
- M-1981 152 mm
- M-1985 152 mm
- M-1989 122 mm
- LAROM MLRS 122 mm x 20 razzi x 2 / 160 mm x 13 razzi x 2
- ATROM 155mm

### Velivoli
- IAR 316
- IAR 330
- IAR 99
- IAR 93

## Armi prodotte durante la seconda guerra mondiale

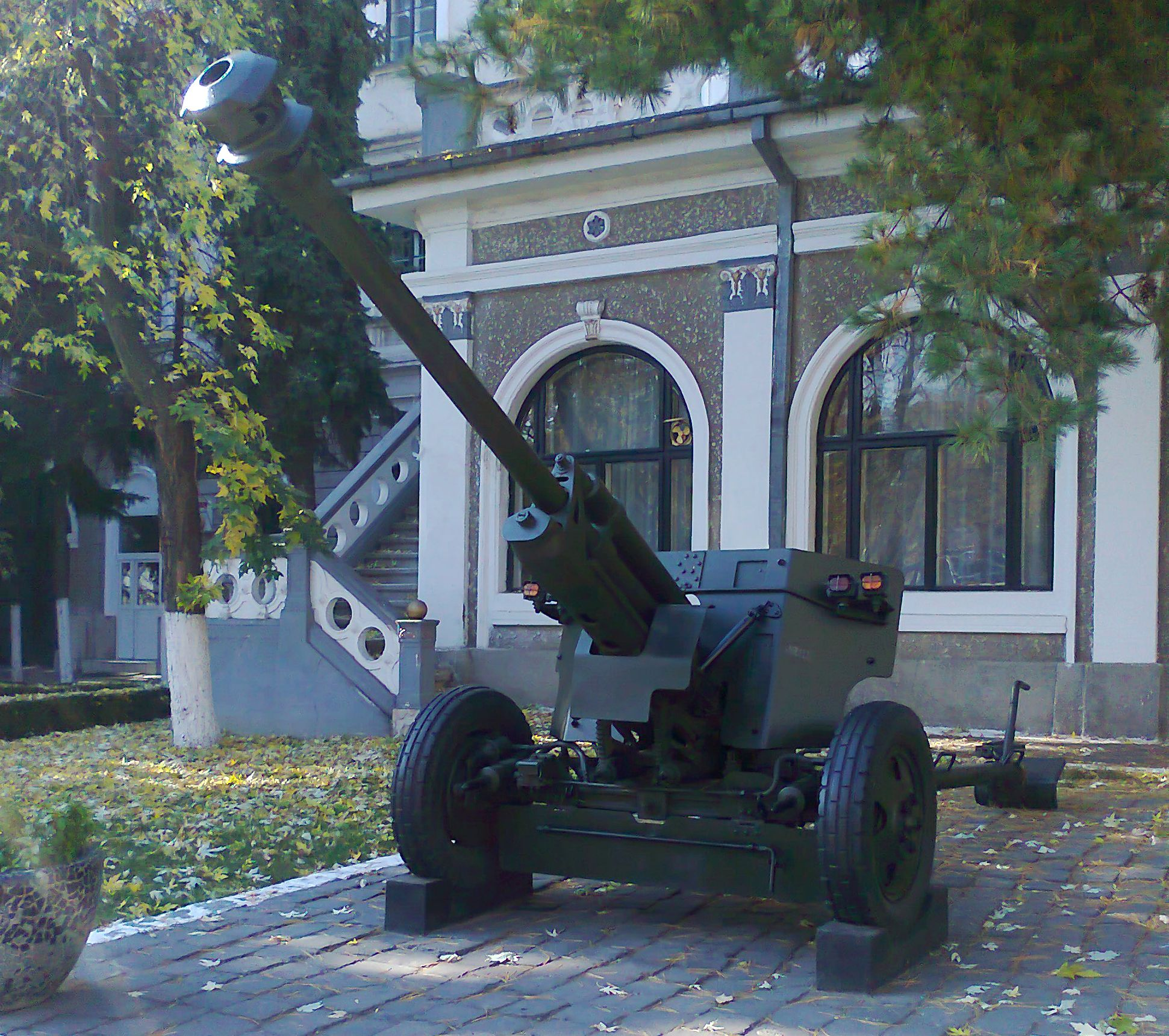
75 mm Reșița anti-tank

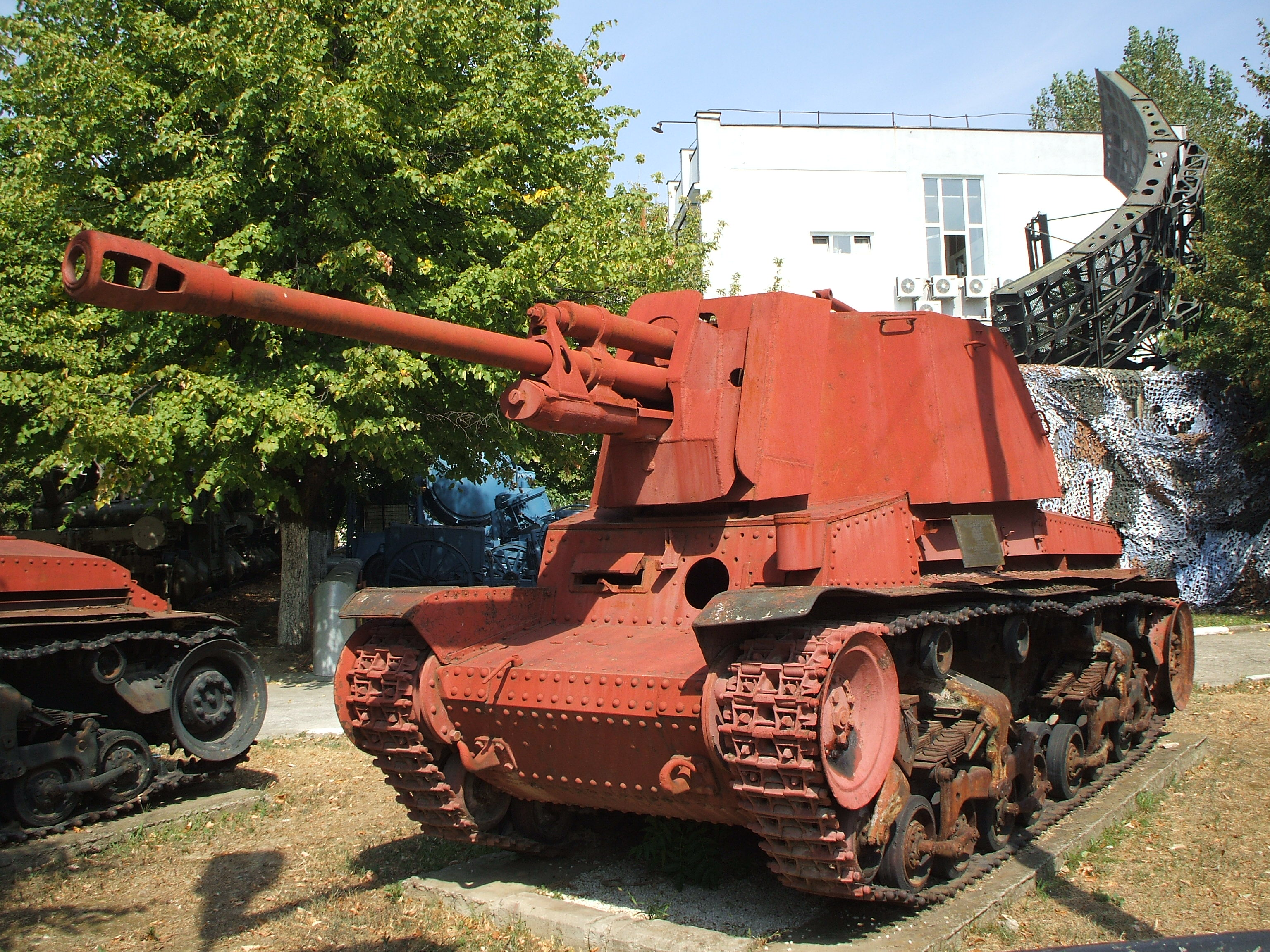
TACAM R-2

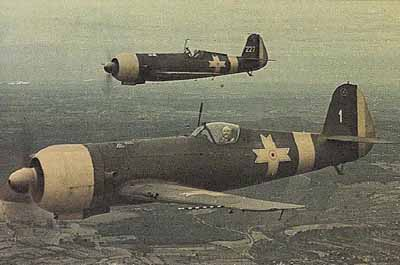
IAR-80

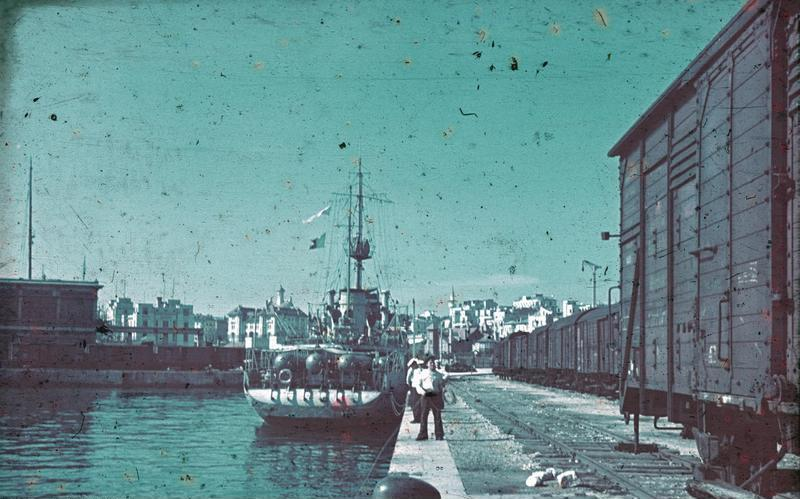
Amiral Murgescu Posamine/Avviso scorta

- Brandt Mle 1935 mortaio su licenza francese[4]
- Brandt Mle 27/31 mortaio su licenza francese[5]
- M1938 mortaio su licenza sovietica[6]
- 47 mm Schneider anti-tank su licenza francese[6]
- 75 mm Reșița Model 1943 anti-tank
- 3.7 cm Flak 18/36/37/43 antiaereo su licenza tedesca[7]
- Vickers Model 1931 antiaereo su licenza inglese[7]
- R-1 tank[8]
- Malaxa UE su licenza francese[9]
- TACAM T-60 tank
- TACAM R-2 tank
- Mareșal tank destroyer
- Vănătorul de care R-35[10]
- Renault R35 con T-26[10]
- AB md. 1941[11]
- IAR 80 caccia (346 esemplari)
- IAR 37 ricognitore e bomber (380 esemplari)
- IAR 27 trainer (oltre 200 esemplari)
- IAR 79 bomber (72 esemplari)
- SET 7 trainer e ricognizione (123 esemplari)

### Navi
- Amiral-Murgescu
- Rechinul sottomarino
- Marsuinul sottomarino
- DB-13 minesweeper (4 esemplari)
- Dutch-designed torpedo (6 es.)[12]
- S-boats (oltre 10 re-assem. per la Kriegsmarine)
- Type IIB U-boats (6 re-assem. per la Kriegsmarine)

## Armi costruite durante la prima guerra mondiale

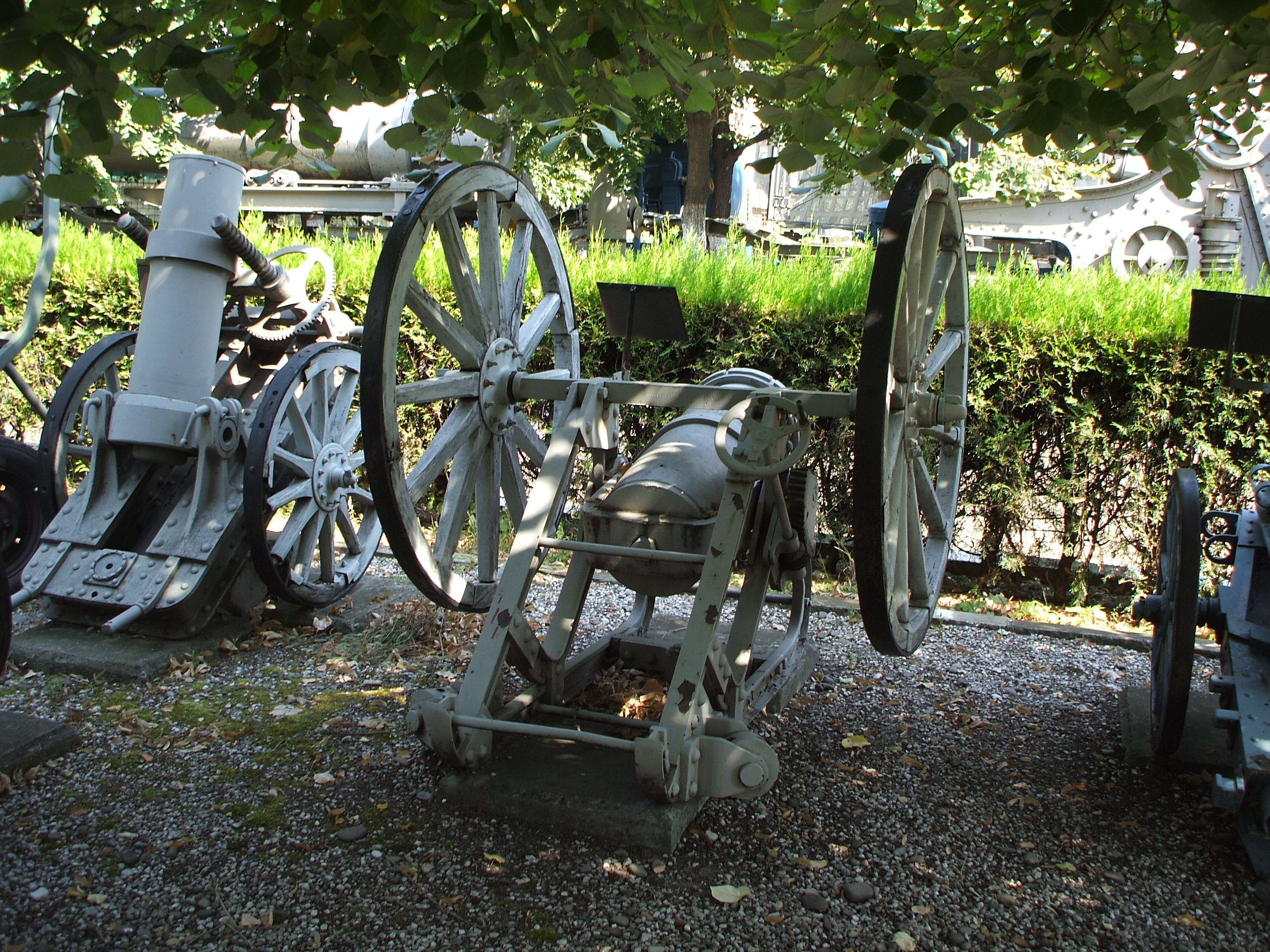
250 mm Negrei mortar

- Obuzierul Krupp, calibrul 105 mm, model 1912  (120 esemplari)
- 250 mm Negrei Model 1916[13]
- 57 mm Burileanu antiaereo (132 es.)[14]
- A Vlaicu I trainer (1 es.)
- A Vlaicu II trainer (1 es.)
- A Vlaicu III trainer (1 es.)
- Brătianu-class river monitor (4 es.)